# Dahl (Wipperfürth)
Dahl ist eine Hofschaft von Wipperfürth im Oberbergischen Kreis im Regierungsbezirk Köln in Nordrhein-Westfalen (Deutschland).

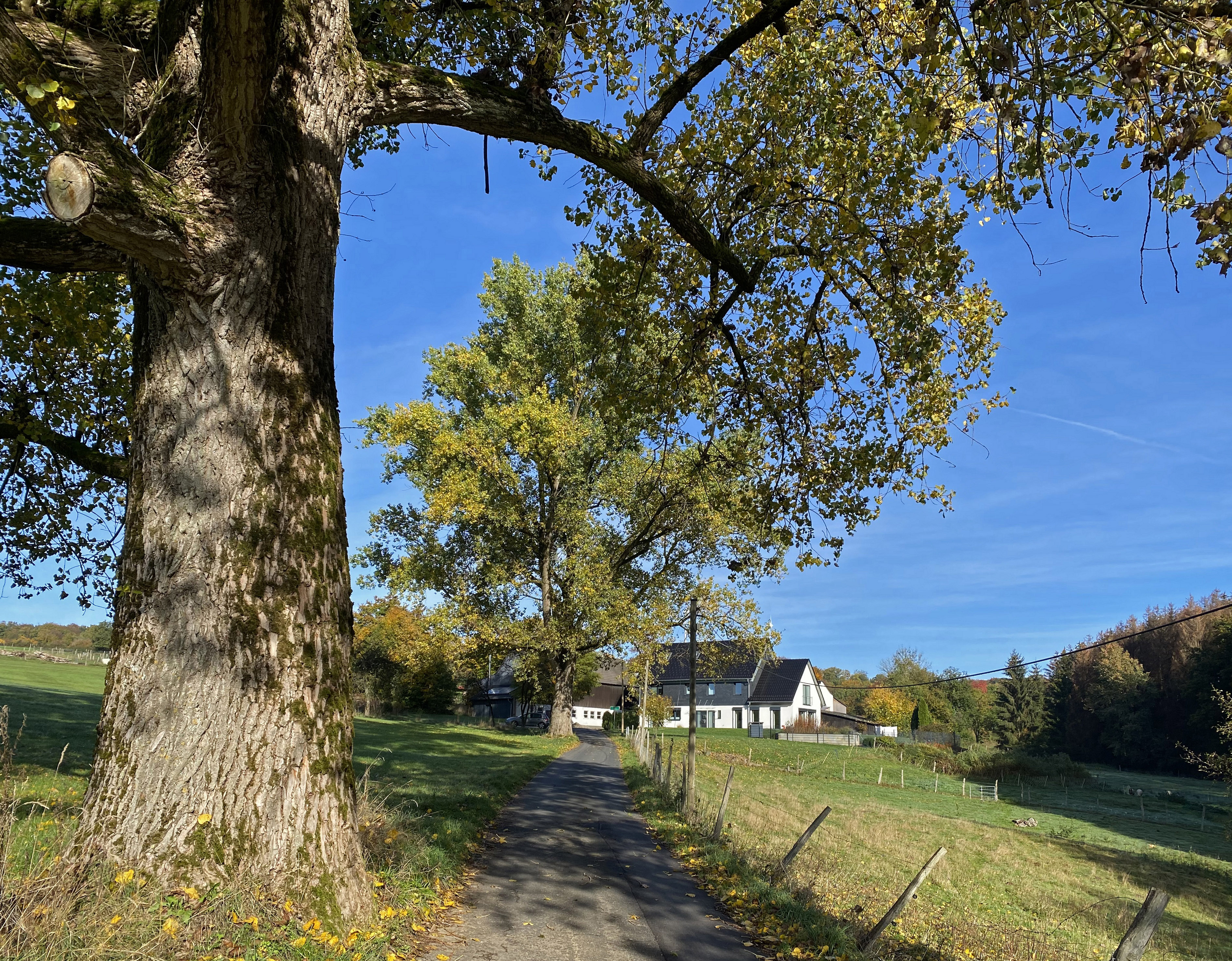
Große Pappeln am südl. Ortsrand

## Lage und Beschreibung
Die Hofschaft liegt im Osten von Wipperfürth an der Stadtgrenze zu Halver. Nachbarorte sind Dörpinghausen, Wiegen, Voswinkel, Speckenbach und Boxbüchen. Am östlichen Ortsrand fließt der Wieger Siepen vorbei, der 240 Meter südöstlich von Dahl in den Ibach mündet. Zwei mächtige Pappeln säumen den südlichen Ortseingang und prägen das Tal des Wieger Siepens.
Politisch wird der Ort durch den Direktkandidaten des Wahlbezirks 13 (130) Ohl und Claswipper im Rat der Stadt Wipperfürth vertreten.

## Geschichte
1378 wird der Ort unter der Bezeichnung „Dale“ in einem Schriftstück aus dem Archiv der katholischen Kirchengemeinde in Wipperfürth erstmals genannt. Demnach gehörte „Henricus Dale zu den Kirchenprovisorien der Wipperfürther Pfarrkirche“. Die historische Karte Topographia Ducatus Montani aus dem Jahre 1715 zeigt zwei Gehöfte und benennt sie mit „Dahle“. Ab der Karte Topographische Aufnahme der Rheinlande von 1825 wird der heute gebräuchliche Ortsname „Dahl“ verwendet.

## Busverbindungen
Über die in 2,5 Kilometern Entfernung gelegene Bushaltestelle Böswipper der Linie 336 (VRS/OVAG) ist eine Anbindung an den öffentlichen Personennahverkehr gegeben.

## Wanderwege
Der vom Sauerländischen Gebirgsverein ausgeschilderte Rundwanderweg A1 führt in 260 Metern Entfernung im Osten der Hofschaft vorbei.